# Dejoannisia pallidella
Dejoannisia pallidella là một loài bướm đêm trong họ Crambidae. Chúng là loài duy nhất trong chi Dejoannisia, thường được tìm thấy ở Mozambique.